# بر محسوب

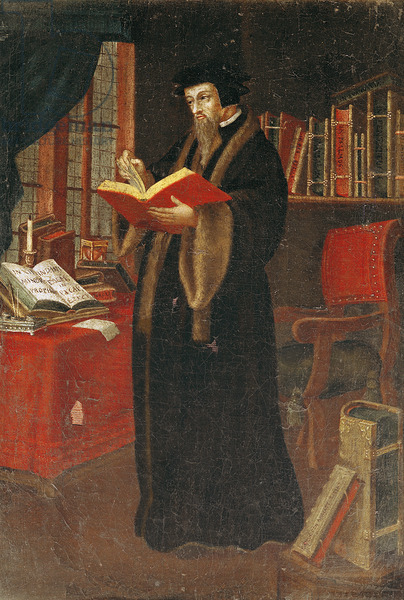

البر المحسوب مفهوم في اللاهوت البروتستانتي ينص على أن بر المسيح يحسب للمؤمنين، وكأنه خاصتهم من خلال الإيمان. وعلى أساس هذا البر «الغريب» (بمعنى من الخارج)، يقبل الله البشر. وهذا القبول يدعى التبرير. وهكذا تتعلق العقيدة بعقيدة سولا فيدي.
عقيدة البر المحسوب عقيدة أساسية في الكنائس اللوثرية والمصلحة، كما أنها على عكس الموقف الكاثوليكي الذي يدعى البر المنقوع، والذي ينص على أن الله يجعل الآثم باراً وجديراً بالخلاص.

## آيات مؤيدة للبر المحسوب
- «كما يهنئ داود أيضاً الإنسان الذي يحسب له الله براً بمعزل عن الأعمال...» (روما 4:6)
- «وبفضل الله صار لكم مقام في المسيح يسوع، الذي صار لنا حكمة من الله وبراً وقداسة وفداء.» (كورنثوس الأول 1:30)
- «فإن الذي لم يعرف الخطيئة، جعله الله خطيئة لأجلنا، لنصير نحن بر الله فيه.» (كورنثوس الثاني 5:21)
- «بل إن اعتبر كل شيء خسارة من أجل امتياز معرفة المسيح يسوع ربي، فمن أجله تحملت خسارة كل شيء، وأعتبر كل شيء نفاية، لكي أرباح المسيح، ويكون لي فيه مقام، إذ ليس لي بري الذاتي ألقائم على أساس الشريعة، بل البر الآتي من الإيمان بالمسيح، البر الذي من عند الله على أساس الإيمان.» (فيليبي 9-3:8)